# Feed the Beast (Album)
Feed the Beast (englisch für „Füttere das Biest“) ist das erste Studioalbum der deutschen Popsängerin und Liedtexterin Kim Petras.

## Entstehung und Artwork
Entstehung
Alle Lieder des Albums wurden von Kim Petras selbst, gemeinsam mit wechselnden Koautoren, geschrieben. Die meisten Lieder schrieb sie gemeinsam mit dem US-amerikanischen Autoren und Produzenten Łukasz Gottwald (Dr. Luke). Aus ihrer Zusammenarbeit gingen sieben Titel hervor. Die zweit- und drittmeisten Autorenbeteiligungen stellen Aaron Aguilera sowie der kanadische Autor und Produzent Henry Walter (Cirkut) mit fünf beziehungsweise vier Titeln. Die Komponisten und Liedtexter Vaughn Oliver, Ryan Orgen sowie Rocco Valdes schrieben je drei Titel. Ebenfalls mehr als eine Autorenbeteiligung entstammt von Max Grahn, Madison Love, Jimmy Napes, Everett Romano, Ilya Salmanzadeh und Ali Tamposi. Darüber hinaus waren weitere 28 Personen beteiligt, die je an einem Titel mitschrieben, darunter namhafte Musiker wie Jillian Banks, Ester Dean, Sarah Hudson, Onika Maraj (Nicki Minaj), Karl Martin Sandberg (Max Martin) oder auch Sam Smith.
Viele der Autoren waren zugleich auch für die Produktion zuständig. Die meisten Produktionen stammen dabei von Dr. Luke, der sechs von seinen sieben Autorenbeteiligungen auch produzierte. Er fungierte zudem, gemeinsam mit CJ Abraham, als Ausführender Produzent des gesamten Albums. Mehrfachproduktionen tätigten auch Aaron Aguilar, Cirkut und Vaughn Oliver (je 4 Titel), Rocco Valdes (3 Titel) sowie Ryan Ogren, Everett Romano und Ilya Salmanzadeh (je 2 Titel). Darüber hinaus sind 17 weitere Produzenten an je einer Produktion beteiligt gewesen.
Das Mastering erfolgte durch Dale Becker von Becker Mastering in Pasadena (Kalifornien, USA) sowie Randy Merrill von Sterling Sound in Edgewater (New Jersey, USA). Abgemischt wurde das Lied unter der Leitung des rumänisch-kanadischen Toningenieurs Serban Ghenea von den MixStar Studios in Virginia Beach (Virginia, USA) und seinem Assistenten Bryce Bordone sowie Dr. Lukes Toningenieur Clint Gibbs.
Artwork
Auf dem Frontcover des Albums ist lediglich Petras zu sehen. Es zeigt ihren nackten Oberkörper bis unterhalb ihrer Brüste, während sie diese mit ihren Händen verdeckt. Sie hat den Blick zum Betrachter gerichtet und ist an eine Stahlkette gefesselt. Im Inneren der CD-Version befindet sich ein Begleitheft mit Bildern, Illustrationen und den Mitwirkendenangaben. Alle Fotografien stammen vom US-amerikanischen Künstler Luke Gilford. Die Illustrationen entstanden durch M.B. Für das Artwork zeichneten Alex Kalatschinow und Annie Stoll zuständig.

## Veröffentlichung und Promotion
Die Erstveröffentlichung von Feed the Beast erfolgte weltweit am 23. Juni 2023. Das Album erschien zeitgleich als CD, Download und Streaming durch das Musiklabel Republic Records. Für den Vertrieb zeichnete Universal Music zuständig. Laut den Verlagsangaben des CD-Begleithefts wurden alle Titel des Albums durch 52 unterschiedliche Verleger publiziert. Einer physischen Ausführung, die exklusiv über Petras’ Webshop vertrieben wurde, war eine unterschriebene Autogrammkarte beigelegt.
Um die Titel des Albums zu bewerben, trat Petras unter anderem mit Coconuts bei den MTV Europe Music Awards (14. November 2021) auf. Mit Unholy folgten Auftritte bei BBC Radio 1 (22. September 2022), dem iHeartRadio Music Festival (24. September 2022) und der Grammyverleihung (5. Februar 2023). Im deutschsprachigen Raum erfolgte ein Liveauftritt von Petras mit Alone während der Finalshow zur 18. Staffel von Germany’s Next Topmodel am 15. Juni 2023.

## Inhalt
Alle Liedtexte des Albums sind in englischer Sprache verfasst und stammen, wie auch die Kompositionen, von Kim Petras selbst. Unterstützung erhielt sie dabei durch verschiedene Koautoren. Musikalisch bewegen sich die Lieder überwiegend im Bereich der Popmusik, stilistisch im Genre des Synthiepops. Zugleich lässt sich das Album der Hyperpop-Bewegung zuordnen. Es finden sich aber auch Elemente des Alt-Pop (Bait) oder auch Rap wieder (Alone). Das Album setzt sich aus 15 Neukompositionen zusammen. Mit Banks (Bait), Nicki Minaj (Alone) und Sam Smith (Unholy) sind drei Gastauftritte vertreten.
Die Aufnahmen zu Unholy fanden auf Jamaika statt. Sam Smith selbst gab an, dass er während der Aufnahmen einen seiner glorreichsten und kreativsten Momente als Künstler erlebt habe. Es habe ihm noch nie so viel Spaß gemacht, eine Aufnahme zu machen. Es sei befreiend gewesen, auf diese Weise zu experimentieren. Es sei ihm auch eine Ehre, mit Kim Petras zu arbeiten.
Inhaltlich handeln die Titel unter anderem von Liebe und toxischen Beziehungen (Unholy), Sex (Sex Talk) oder auch ihre „bevorzugten“ Körperteile (Coconuts). Petras selbst gab an, dass das Album thematisch ihr „echtestes und verletzlichstes“ sei. Die Komposition zu Alone basiert auf dem Sample zu Better Off Alone von der niederländischen Dance-Formation Alice Deejay. Das Lied Thousand Pieces beinhaltet eine Interpolation von Anne Linnets Tusind Stykker.
| #  | Titel                     | Autor(en) | Produzent(en) | Länge |
| -- | ------------------------- | --- | --- | ----- |
| 1  | Feed the Beast            | Trey Campbell, Łukasz Gottwald, Mathieu Jomphe-Lepine, Kim Petras                                                         | Mathieu Jomphe-Lepine, Ryan Ogren                                                                                | 2:30  |
| 2  | Alone (feat. Nicki Minaj) | Aaron Aguilera, Łukasz Gottwald, Eelke Kalberg, Onika Maraj, Sebastiaan Molijn, Ryan Orgen, Kim Petras, Rocco Valdes      | Łukasz Gottwald, Rocco Valdes                                                                                    | 3:05  |
| 3  | King of Hearts            | Madison Love, John Mitchell, Kim Petras, Everett Romano, Henry Walter                                                     | Everett Romano, Henry Walter                                                                                     | 2:51  |
| 4  | Thousand Pieces           | Łukasz Gottwald, Max Grahn, Anne Linnet, Kim Petras, Karl Martin Sandberg                                                 | Łukasz Gottwald, Max Grahn                                                                                       | 2:23  |
| 5  | Uhoh                      | Ian Kirkpatrick, Madison Love, Kim Petras                                                                                 | Ian Kirkpatrick                                                                                                  | 2:50  |
| 6  | Revelations               | Aaron Aguilar, Łukasz Gottwald, Vaughn Oliver, Kim Petras                                                                 | Aaron Aguilar, Łukasz Gottwald, Vaughn Oliver                                                                    | 2:50  |
| 7  | Bait (feat. Banks)        | Jillian Banks, Raul Cubina, Jasper Harris, Kim Petras, Mark Williams                                                      | Raul Cubina, Jasper Harris, Mark Williams                                                                        | 2:35  |
| 8  | Sex Talk                  | Aaron Aguilar, Łukasz Gottwald, Ryan Ogren, Vaughn Oliver, Kim Petras, Rocco Valdes                                       | Aaron Aguilar, Łukasz Gottwald, Vaughn Oliver, Rocco Valdes                                                      | 2:35  |
| 9  | Hit It from the Back      | Aaron Aguilar, Ester Dean, Łukasz Gottwald, Vaughn Oliver, Kim Petras                                                     | Aaron Aguilar, Łukasz Gottwald, Vaughn Oliver                                                                    | 2:28  |
| 10 | Claws                     | Kim Petras, Everett Romano, Henry Walter, Ali Tamposi                                                                     | Everett Romano, Henry Walter                                                                                     | 3:13  |
| 11 | Minute                    | Sarah Griffiths, Jordan Johnson, Stefan Johnson, Jacob Kasher, Kim Petras, Michael Pollack, Ali Tamposi                   | Miles Ale, Clarence Coffee Jr., Alexander Izquierdo, Jordan Johnson, Stefan Johnson, Marcus Lomax, Isaiah Tejada | 3:05  |
| 12 | Coconuts                  | Aaron Aguilar, Cedric De Saint-Rome, Łukasz Gottwald, Aaron Jennings, Ryan Ogren, Vaughn Oliver, Kim Petras, Rocco Valdes | Aaron Aguilar, Łukasz Gottwald, HouseFly, Ryan Ogren, Vaughn Oliver, Rocco Valdes                                | 2:48  |
| 13 | Castle in the Sky         | Clarence Coffee Jr., Sarah Hudson, Jimmy Napes, Kim Petras, Henry Walter                                                  | Henry Walter | 2:25  |
| 14 | Brrr                      | Max Grahn, Nick Harwood, Kim Petras, Ilya Salmanzadeh, Rami Yacoub                                                        | Ilya Salmanzadeh                                                                                                 | 2:32  |
| 15 | Unholy (mit Sam Smith)    | Omer Fedi, Jimmy Napes, Kim Petras, Ilya Salmanzadeh, Blake Slatkin, Sam Smith, Henry Walter                              | Omer Fedi, Jimmy Napes, Ilya Salmanzadeh, Blake Slatkin, Sam Smith, Henry Walter                                 | 2:36  |

## Singleauskopplungen
Kim Petras koppelte aus dem Album vier Singles aus, den Anfang machte dabei Coconuts am 3. Dezember 2021. Diese erschien als digitaler Einzeltrack zum Download und Streaming. Als zweite Singleauskopplung erschien Unholy am 22. September 2022. Die Kollaboration mit Sam Smith erschien bis Dezember 2022 in diversen digitalen Ausführungen beziehungsweise in diversen Remixversionen als Einzeltrack. Anlässlich des Record Store Days wurde am 22. April 2023 eine physische 7″-Single aufgelegt. Die dritte Single Brrr erschien am 20. Januar 2023 als digitaler Einzeltrack. Am 21. April 2023 erschien mit Alone die letzte Single. Das mit Nicki Minaj aufgenommene Stück wurde wie seine Vorgänger als digitaler Einzeltrack veröffentlicht.
Die kommerziellen Erfolge der Singles sind sehr unterschiedlich. Während Unholy und Alone weltweite Chartplatzierungen erreichten, konnten sich Coconuts und Brrr kaum in den Charts platzieren. Die erfolgreichste Auskopplung ist Unholy. Diese erreichte weltweite Nummer-eins-Platzierungen, darunter in Österreich, dem Vereinigten Königreich oder auch den Vereinigten Staaten. Darüber hinaus wurde es mit einem MTV Europe Music Award, Grammy und einem iHeartRadio Music Award ausgezeichnet. Bis Juli 2023 verkaufte sich Unholy laut Schallplattenauszeichnungen über 4,7 Millionen Mal.
Alone konnte nicht an die Erfolge von Unholy anknüpfen, platzierte sich jedoch ebenfalls in den britischen und US-amerikanischen Charts. In Deutschland verfehlte es den Einstieg in die offiziellen Singlecharts, konnte sich jedoch am 5. Mai 2023 auf Rang acht der Single-Trend-Charts platzieren.
Liste der Singleauskopplungen

| Jahr | Titel    | Höchstplatzierung, Gesamtwochen, AuszeichnungChartplatzierungen (Jahr, Titel, , Platzierungen, Wochen, Auszeichnungen, Anmerkungen) | Höchstplatzierung, Gesamtwochen, AuszeichnungChartplatzierungen (Jahr, Titel, , Platzierungen, Wochen, Auszeichnungen, Anmerkungen) | Höchstplatzierung, Gesamtwochen, AuszeichnungChartplatzierungen (Jahr, Titel, , Platzierungen, Wochen, Auszeichnungen, Anmerkungen) | Höchstplatzierung, Gesamtwochen, AuszeichnungChartplatzierungen (Jahr, Titel, , Platzierungen, Wochen, Auszeichnungen, Anmerkungen) | Höchstplatzierung, Gesamtwochen, AuszeichnungChartplatzierungen (Jahr, Titel, , Platzierungen, Wochen, Auszeichnungen, Anmerkungen) | Anmerkungen                                                                   |
| Jahr | Titel    | DE | AT | CH | UK | US | Anmerkungen                                                                   |
| ---- | -------- | --- | --- | --- | --- | --- | ----------------------------------------------------------------------------- |
| 2021 | Coconuts | — | — | — | — | — | Erstveröffentlichung: 3. Dezember 2021                                        |
| 2022 | Unholy   | DE2 Platin · (42 Wo.)DE | AT1 ×3Dreifachplatin · (40 Wo.)AT                                                                                                   | CH2 ×2Doppelplatin · (45 Wo.)CH | UK1 ×2Doppelplatin · (33 Wo.)UK | US1 ×2Doppelplatin · (35 Wo.)US | Erstveröffentlichung: 22. September 2022 Verkäufe: + 6.013.333; mit Sam Smith |
| 2023 | Brrr     | — | — | — | — | — | Erstveröffentlichung: 20. Januar 2023                                         |
| 2023 | Alone    | DE— aDE | — | — | UK37 (6 Wo.)UK | US55 (1 Wo.)US | Erstveröffentlichung: 21. April 2023 Verkäufe: + 85.000; feat. Nicki Minaj    |

## Mitwirkende
Albumproduktion
- CJ Abraham: Ausführender Produzent (Lieder: 1–15)
- Aaron Aguilera: Komponist (Lieder: 2, 6, 8–9, 12), Liedtexter (Lieder: 2, 6, 8–9, 12), Musikproduzent (Lieder: 6, 8–9, 12)
- Miles Ale: Musikproduzent (Lied 11)
- Jillian Banks: Gesang (Lied 7), Komponist (Lied 7), Liedtexter (Lied 7)
- Dale Becker: Mastering
- Bryce Bordone: Abmischung-Assistenz
- Trey Campbell: Komponist (Lied 1), Liedtexter (Lied 1)
- Clarence Coffee Jr.: Komponist (Lied 13), Liedtexter (Lied 13), Musikproduzent (Lied 11)
- Raul Cubina: Komponist (Lied 7), Liedtexter (Lied 7), Musikproduzent (Lied 7)
- Cedric De Saint-Rome: Komponist (Lied 12), Liedtexter (Lied 12)
- Ester Dean: Komponist (Lied 9), Liedtexter (Lied 9)
- Omer Fedi: Komponist (Lied 15), Liedtexter (Lied 15), Musikproduzent (Lied 15)
- Serban Ghenea: Abmischung
- Clint Gibbs: Abmischung
- Łukasz Gottwald (Dr. Luke): Ausführender Produzent (Lieder: 1–15), Komponist (Lieder: 1–2, 4, 6, 8–9, 12), Liedtexter (Lieder: 1–2, 4, 6, 8–9, 12), Musikproduzent (Lieder: 2, 4, 6, 8–9, 12)
- Max Grahn: Komponist (Lieder: 4, 14), Liedtexter (Lieder: 4, 14), Musikproduzent (Lied 4)
- Sarah Griffiths: Komponist (Lied 11), Liedtexter (Lied 11)
- Jasper Harris: Komponist (Lied 7), Liedtexter (Lied 7), Musikproduzent (Lied 7)
- Nick Harwood: Komponist (Lied 14), Liedtexter (Lied 14)
- Sarah Hudson: Komponist (Lied 13), Liedtexter (Lied 13)
- Alexander Izquierdo: Musikproduzent (Lied 11)
- Aaron Jennings: Komponist (Lied 12), Liedtexter (Lied 12)
- Jordan Johnson: Komponist (Lied 11), Liedtexter (Lied 11), Musikproduzent (Lied 11)
- Stefan Johnson: Komponist (Lied 11), Liedtexter (Lied 11), Musikproduzent (Lied 11)
- Mathieu Jomphe-Lepine: Komponist (Lied 1), Liedtexter (Lied 1), Musikproduzent (Lied 1)
- Eelke Kalberg: Komponist (Lied 2), Liedtexter (Lied 2)
- Jacob Kasher: Komponist (Lied 11), Liedtexter (Lied 11)
- Ian Kirkpatrick: Komponist (Lied 5), Liedtexter (Lied 5), Musikproduzent (Lied 5)
- Anne Linnet: Komponist (Lied 4), Liedtexter (Lied 4)
- Marcus Lomax: Musikproduzent (Lied 11)
- Madison Love: Komponist (Lieder: 3, 5), Liedtexter (Lieder: 3, 5)
- Onika Maraj (Nicki Minaj): Komponist (Lied 2), Liedtexter (Lied 2), Rap (Lied 2)
- Randy Merrill: Mastering
- John Mitchell: Komponist (Lied 3), Liedtexter (Lied 3)
- Sebastiaan Molijn: Komponist (Lied 2), Liedtexter (Lied 2)
- Jarrod Morgan: Koproduzent (Lied 7)
- Jimmy Napes: Komponist (Lieder: 13, 15), Liedtexter (Lieder: 13, 15), Musikproduzent (Lied 15)
- Vaughn Oliver: Komponist (Lieder: 6, 9, 12), Liedtexter (Lieder: 6, 9, 12), Musikproduzent (Lieder: 6, 8–9, 12)
- Ryan Orgen: Komponist (Lieder: 2, 8, 12), Liedtexter (Lieder: 2, 8, 12), Musikproduzent (Lieder: 1, 12)
- Kim Petras: Gesang (Lieder: 1–15), Komponist (Lieder: 1–15), Liedtexter (Lieder: 1–15)
- Michael Pollack: Komponist (Lied 11), Liedtexter (Lied 11)
- Everett Romano: Komponist (Lieder: 3, 10), Liedtexter (Lieder: 3, 10), Musikproduzent (Lieder: 3, 10)
- Ilya Salmanzadeh: Komponist (Lieder: 14–15), Liedtexter (Lieder: 14–15), Musikproduzent (Lieder: 14–15)
- Karl Martin Sandberg (Max Martin): Komponist (Lied 4), Liedtexter (Lied 4)
- Blake Slatkin: Komponist (Lied 15), Liedtexter (Lied 15), Musikproduzent (Lied 15)
- Sam Smith: Gesang (Lied 15), Komponist (Lied 15), Liedtexter (Lied 15), Musikproduzent (Lied 15)
- Ali Tamposi: Komponist (Lieder: 10–11), Liedtexter (Lieder: 10–11)
- Isaiah Tejada: Musikproduzent (Lied 11)
- Rocco Valdes: Komponist (Lieder: 2, 8, 12), Liedtexter (Lieder: 2, 8, 12), Musikproduzent (Lieder: 2, 8, 12)
- Henry Walter (Cirkut): Komponist (Lieder: 3, 10, 13, 15), Liedtexter (Lieder: 3, 10, 13, 15), Musikproduzent (Lieder: 3, 10, 13, 15)
- Mark Williams: Komponist (Lied 7), Liedtexter (Lied 7), Musikproduzent (Lied 7)
- Rami Yacoub: Komponist (Lied 14), Koproduzent (Lied 7), Liedtexter (Lied 14)

| Unternehmen - Becker Mastering: Tonstudio - MixStar Studios: Tonstudio - Republic Records: Musiklabel - Sterling Sound: Tonstudio - Universal Music: Vertrieb | Visualisierung (Cover) - Luke Gilford: Fotograf - Alex Kalatschinow: Artwork - M.B.: Illustration - Annie Stoll: Artwork |

## Rezensionen
Kerstin Kratochwill vom deutschsprachigen Online-Magazin laut.de bewertete Feed the Beast mit zwei von fünf Sternen. Sie ist unter anderem der Meinung, dass Petras dieses „Biest“ hier mit aufdringlichen Auto-Tune-Einsätzen, aggressiven Säge-Synths, albernen Rummel-Bubblegum-Melodien und avantgardistischem Cloud Rap füttere. Im besten Fall mache das diebischen Spaß wie in Alone, im unverhohlen Eurodance-Eurovision-Augenzwinker-Spaß Revelations, der an die frühe New Yorker Underground-Madonna erinnere, oder im ultralässig rollenden Bait. Im schlimmsten Fall nerve der aalglatt produzierte Sound wie ausgerechnet im penetranten Titellied, der das Genre schon wieder seltsam veraltet klingen lasse. Entgegen der artifiziellen Ästhetik auf Feed the Beast werde dennoch auch hier wieder ein authentisches Narrativ bemüht, wonach das Album Petras „echtestes und verletzlichstes“ sei, wie sie selbst sagt. Die Titel seien jedoch nicht so unverkennbar Petras, dass sie diese Aussage rechtfertigen würdigen, sie würden genauso gut auch von Ava Max, Lady Gaga oder Charli XCX sein können. Als Höhepunkt stehe am Ende Unholy, ein Ausrufezeichen, das so ein bisschen hyperangeberisch wirke. Und so wirke auch dieses wie das Aufspringen auf einen Hypezug, der längst abgefahren sei. Es schmerze dennoch zu hören, wie die deutsche Musikindustrie einen talentierten Act 2011 ziehen gelassen habe, weil er zu anders, zu futuristisch sei, um ihn dann ein Jahrzehnt später als pseudo-avantgardistisch abzufeiern oder abzufertigen.
Wiebke Tomescheit vom Stern beschrieb Feed the Beast als überzeugendes Debüt. Wer Wert auf handgeklöppeltes Gitarrenspiel oder philosophischen Tiefgang der Texte lege, werde eher nicht bedient. Stattdessen liefere Petras saftige elektronische Beats, zuckrige Melodien und Lieder über Liebe, Sex und ihre bevorzugten Körperteile. Nach dem Erfolg von Unholy hätte man vermuten können, dass Petras künftig mehr auf Provokation und Camp-Ästhetik setzen würde, aber das sei ausdrücklich nicht passiert. Vielmehr orientiere sie sich an Kolleginnen wie Christina Aguilera, Katy Perry oder Dua Lipa. Titel wie Revelations oder King of Hearts würden ein wenig 1980er-Flair mit sich bringen, klängen nach der besten Sorte von Sommernächten und würden sich perfekt dazu eignen, um mit Freunden im vollgepackten Auto durch die Nacht zur nächsten Party zu brausen.
Paula Irmschler vom Musikexpress vergab vier von sechs möglichen Sternen. Sie beschrieb Feed the Beast als Center-Shock-Pop, bei dem nur das Geföhl ein bisschen auf der Strecke bliebe. Dass man hierbei von PR-Seite mit dem Begriff “Debüt” hantiere, sei ein bissel albern, da Petras bereits EPs und Mixtapes veröffentlichte. Auf Balladen habe Petras ganz verzichtet, doch man bekomme was man erwartet: Petras pur, immer zwischen kölsche Mädche und hypersexuellem Hollywood-It-Girl. Die Songs würden wieder vor allem von Sex handeln und seien null subtil (“My coconuts, you can put ‘em in your mouth” / “Hit It from the Back”). Musikalisch sei man hier bei Robyn, Icona Pop, Ace of Base und Kirmesgeballer. Aber Petras haue diesmal noch eine Schicht mehr drauf. Selber habe sie ihre Musik mal “Slut Pop” genannt, dafür gehe es hier aber zu niedlich und schlageresk zu. Auch das Genre Hyperpop, zu dem man Petras gemeinhin zähle, sprenge sie hier. Das müsse man erstmal schaffen, es erinnere eher an Bubblegum beziehungsweise heutzutage „Center-Shock-Pop“.
Lena Zschirpe vom deutschsprachigen E-Zine Plattentests.de bewertete Feed the Beast mit sechs von zehn Punkten und hob dabei Bait, Coconuts, Minute und Unholy als „Highlights“ hervor. Die Hitdichte für ein Popalbum dieser Größenordnung bezeichnete sie als eher dünn. Das Bemühen sei aber deutlich erkennbar. Alone setze unter anderem auf Petras’ verzerrten Gesang und dynamische Beats, wie sie auch bei Charli XCX vorkommen könnten, was verdeutlicht, das Letztere Petras das Gespür voraus habe, ihren Melodien mit unerwarteten Brüchen oder simplen Wiederholungen eine packende Eingängigkeit zu verleihen. In Bait würden Petras und Banks zwischen Sprechgesang und mysteriösem Säuseln wechseln und sich außerhalb ihrer Komfortzone bewegen, was es zu einem der spannendsten Songs mache. Dazu gäbe es wesentlich gesetztere Beats, die eher an Unholy erinnern würden. Ein richtiger Banger verbirge sich aber vor allem hinter der Single Coconuts, der von Funk-Beats und sanfteren Synthies abgerundet werde. Ob Petras mit dem Album erneut einen Grammy wird einfahren können bleibe jedoch fraglich, zumal sie nach wie vor massiv für ihre weiterhin andauernde Zusammenarbeit mit Produzent Dr. Luke in der Kritik stehe, der sich mit Kesha einen fast zehnjährigen Rechtsstreit geliefert habe.

## Chartplatzierungen
Feed the Beast stieg am 30. Juni 2023 auf Rang 24 der deutschen Albumcharts ein, was zugleich die einzige Platzierung darstellte. In der Schweiz erreichte das Album ebenfalls für eine Woche die Charts und belegte dabei Rang 76. In den US-amerikanischen Billboard 200 stieg es am 8. Juli 2023 auf Rang 44 ein, erreichte jedoch in der gleichen Chartwoche Rang zwei der Dancecharts, wo es sich lediglich Renaissance von Beyoncé geschlagen geben musste. Das Album platzierte sich insgesamt zwei Wochen in den Billboard 200. Darüber hinaus erreichte es Chartplatzierungen im Vereinigten Königreich (Rang 52), oder auch in Belgien-Flandern (Rang 128). In den britischen Albumcharts stieg mit Feed the Beast erstmals nach über 13 Monaten wieder ein Album eines deutschen Interpreten ein. Letztmals gelang dies im Mai 2022 xPropaganda mit The Heart Is Strange. In den US-amerikanischen Billboard 200 stieg hiermit ebenfalls zum ersten Mal nach über 13 Monaten wieder ein Album eines deutschen Interpreten ein. Letztmals gelang dies im Juni 2022 Harold Faltermeyer und Hans Zimmer mit dem Soundtrack zu Top Gun: Maverick.
In allen Ländern avancierte Feed the Beast zum ersten Chartalbum von Petras.
| ChartsChartplatzierungen       | Höchstplatzierung | Wochen |
| ------------------------------ | ----------------- | ------ |
| Deutschland (GfK)              | 24 (1 Wo.)        | 1      |
| Schweiz (IFPI)                 | 76 (1 Wo.)        | 1      |
| Vereinigte Staaten (Billboard) | 44 (2 Wo.)        | 2      |
| Vereinigtes Königreich (OCC)   | 52 (1 Wo.)        | 1      |